# Онтарио (Калифорнија)
Онтарио (енгл. Ontario) град је у америчкој савезној држави Калифорнија. По попису становништва из 2010. у њему је живело 163.924 становника.

## Демографија
Према попису становништва из 2010. у граду је живело 163.924 становника, што је 5.917 (3,7%) становника више него 2000. године.
|                   | 2010.            | 2000.            |
| Укупно            | 163 924 (100,0%) | 158 007 (100,0%) |
| Хиспаноамериканци | 113 085 (68,99%) | 94 610 (59,88%)  |
| Белци             | 29 898 (18,24%)  | 42 048 (26,61%)  |
| Афроамериканци    | 10 561 (6,443%)  | 11 864 (7,509%)  |
| Азијати           | 8 453 (5,157%)   | 6 125 (3,876%)   |
| Остали            | 1 927 (1,176%)   | 3 360 (2,126%)   |

## Партнерски градови
- Броквил
- East Coast Bays
- Guamúchil
- Mocorito
- Лос Мочис
- Винтертур